# Camouflage (Stan Ridgway)
Camouflage is een nummer van de Amerikaanse zanger Stan Ridgway. Het is de derde en laatste single van zijn debuutalbum The Big Heat uit 1986. In mei van dat jaar werd het nummer op single uitgebracht. 
De tekst vertelt het verhaal van een jonge Amerikaanse soldaat van het United States Marine Corps. Tijdens de Vietnamoorlog verdwaalt hij alleen in de jungle, waar hij moet zien te overleven te midden van het vijandelijke vuur. Dan komt hij een onbekende man tegen die zichzelf "Camouflage" noemt en onkwetsbaar lijkt voor alle kogels. De hoofdpersoon wordt door Camouflage terug naar het militaire kamp geleid, waarna ze afscheid nemen. In het kamp blijkt dat Camouflage die nacht na een lang ziekbed is gestorven en nu ligt opgebaard. Voor zijn dood sprak hij de woorden Semper fidelis en zei dat dat het zijn laatste wens was om nog een jonge soldaat in nood te helpen.

## Hitnoteringen
De plaat flopte in thuisland de Verenigde Staten, maar werd wél een hit in West-Europa. In het Verenigd Koninkrijk bereikte de plaat de 4e positie in de UK Singles Chart, de 2e positie in Ierland en in Duitsland de 8e positie. In Australië werd de 76e positie in de hitlijst behaald.
In Nederland werd de plaat veel gedraaid op Radio 3 en werd een radiohit in de destijds twee hitlijsten op de nationale popzender. De plaat bereikte de 11e positie in de Nationale Hitparade en de 14e positie in de Nederlandse Top 40. In de Europese hitlijst op Radio 3, de TROS Europarade, werd de 16e positie bereikt. 
In België bereikte de plaat de 7e positie in zowel de Vlaamse Ultratop 50 als de Vlaamse Radio 2 Top 30.

## NPO Radio 2 Top 2000
| Nummer met noteringen in de NPO Radio 2 Top 2000 | '01  | '02  | '03  |
| ------------------------------------------------ | ---- | ---- | ---- |
| Camouflage                                       | 1151 | 1694 | 1839 |

1. ↑  Een vetgedrukt getal geeft de hoogste notering aan.
2. ↑  2001 was het eerste jaar met een notering voor dit nummer.
3. ↑  Deze tabel is bijgewerkt tot en met de laatste editie (2024).